# Skotsk gælisk (sprog)
Skotsk gælisk (skotsk gælisk: Gàidhlig) er en aflægger af det keltiske, goideliske sprog.
Skotsk gælisk forstås og tales af en lille del af befolkningen i Skotland (først og fremmest på Hebriderne, i det skotske højland og i Glasgow-området) samt i den canadiske provins Nova Scotia.
Med Gaelic Language (Scotland) Act i 2005 har skotsk gælisk opnået en vis grad af officiel status i Skotland. Blandt andet er det nu blevet indført som obligatorisk fag i grundskolen som led i at sikre Skotlands kulturarv.